# (9143) Burkhead
(9143) Burkhead (1955 SF) – planetoida z grupy pasa głównego asteroid okrążająca Słońce w ciągu 3,31 lat w średniej odległości 2,22 j.a. Odkryta 16 września 1955 roku.